# 小行星14940
小行星14940（14940 Freiligrath）是一颗绕太阳运转的小行星，为主小行星带小行星。该小行星于1995年3月4日发现。

## 轨道参数
小行星14940的轨道半长轴为2.5824480 UA，离心率为0.04。